# Phoenix Sky Harbor International Airport
Phoenix Sky Harbor International Airport is de internationale luchthaven van Phoenix (Arizona). Ze ligt op 5 km ten oosten van het commerciële centrum van de stad. Het is de belangrijkste en grootste luchthaven van de staat Arizona en is een belangrijke hub voor American Airlines, Frontier Airlines en Southwest Airlines.
De luchthaven heeft drie start- en landingsbanen en twee terminals die samen 117 gates hebben. De luchthaven is de 14e grootste van de Verenigde Staten en de 33e wereldwijd (2023).
Daarnaast is de luchthaven thuisbasis van het 161st Air Refueling Wing van de Arizona Air National Guard. Het stukje platform waar de toestellen staan heet officieel Goldwater Air National Guard Base.

## Geschiedenis
Phoenix Sky Harbor werd eind 1928 opgericht nadat zakenman J. Parker van Zandt een stuk grond kocht voor zijn luchtvaartmaatschappij. Begin 1929 bouwde hij er een landingsbaan en een hangar waaruit hij rondvluchten verzorgde. In februari dat jaar landde de eerste lijnvlucht op het vliegveld. Het vliegveld werd gebruikt als tussenstop voor de lijndienst San Francisco-El Paso. Na de Beurskrach van 1929 verkocht van Zandt het vliegveld aan Acme Investment Company. Eind 1929 kwam er een tweede lijndienst tussen Los Angeles en El Paso met een tussenstop in Phoenix en werd de route van San Francisco naar El Paso opgeheven.
In 1930 nam American Airlines de lijndienst tussen Los Angeles en El Paso over en opende een route naar New York via Dallas en Nashville. In 1935 nam het stadsbestuur van Phoenix de luchthaven over. In 1938 begon TWA met een lijndienst tussen Phoenix en San Francisco. In 1944 opende TWA een lijndienst tussen New York en Los Angeles met tussenstops in Phoenix, Albuquerque en Kansas City.

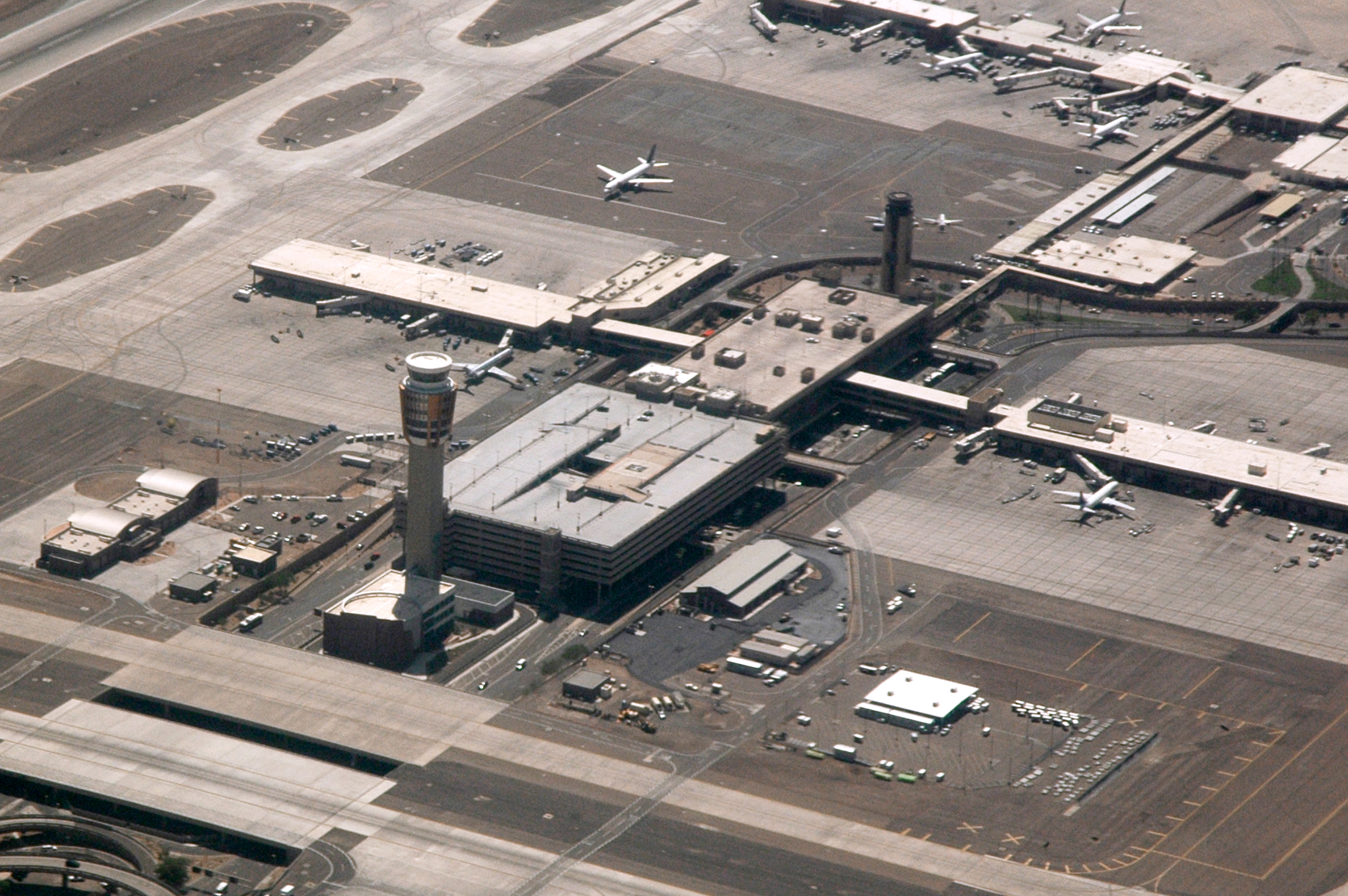
Luchtfoto van Terminal 3 en de verkeerstoren. Op de achtergrond is een pier van de gesloopte Terminal 2 zichtbaar

Na de Tweede Wereldoorlog werd de luchthaven uitgebreid met twee nieuwe parallelbanen en een diagonale landingsbaan. In 1950 kwamen er nieuwe routes naar Denver, Albuquerque en El Paso. In 1951 begon Bonzana Airlines met vluchten naar Las Vegas en Reno. In 1952 werd de eerste passagiersterminal (Terminal 1) samen met een nieuwe verkeerstoren opgeleverd. De totale kosten voor de nieuwe terminal waren $850.000 Ook verhuisde de Arizona Air National Guard naar het vliegveld.
In 1959 werd de diagonale landingsbaan gesloopt om ruimte te maken voor een nieuwe terminal. Begin de jaren 1960 werden er nieuwe routes geopend naar Salt Lake City en het zuiden van Californië. Ook landden er in 1960 de eerste straalvliegtuigen op het vliegveld. In 1961 begon Continental Airlines met het vliegen naar Phoenix Sky Harbor. In 1962 werd de tweede passagiersterminal geopend, die $4,1 miljoen kostte. In 1969 opende Delta Air Lines routes naar Phoenix. 
Begin de jaren 1970 werd de Salt River omgelegd om ruimte te maken voor een derde landingsbaan. In 1977 werd er een nieuwe verkeerstoren en begon de bouw van een derde passagiersterminal, die in 1979 opgeleverd zou worden. In 1978 werd de  Airline Deregulation Act opgesteld, wat ervoor zorgde dat het aantal luchtvaartmaatschappijen op Phoenix Sky Harbor enorm toenam. In datzelfde jaar werd America West Airlines opgericht, dat geheel vanuit Phoenix zou gaan opereren. In 1979 begonnen US Airways (toen nog bekend als Allegheny Airlines) en Eastern Air Lines met het uitvoeren van vluchten naar Phoenix. 
In 1980 landden de eerste vliegtuigen van United Airlines op de luchthaven. Vanaf 1983 begon America West Airlines met het opereren vanaf Phoenix Sky Harbor. De maatschappij begon met een vloot van drie Boeing 737's en groeide binnen een jaar naar een netwerk van 13 steden en 11 vliegtuigen. Mede door deze groei begon men na te denken over een vierde terminal. In 1982 voegde Southwest Airlines Phoenix toe aan haar netwerk en opende een hub op de luchthaven. In 1988 werden er concrete plannen opgesteld voor een vierde passagiersterminal en een derde start- en landingsbaan. Hiervoor moest de nabijgelegen 24th street omgelegd worden en moest de Air National Guard verplaatst worden. De geschatte kosten bedroegen $150 miljoen. In 1989 begon de bouw van de vierde passagiersterminal. 

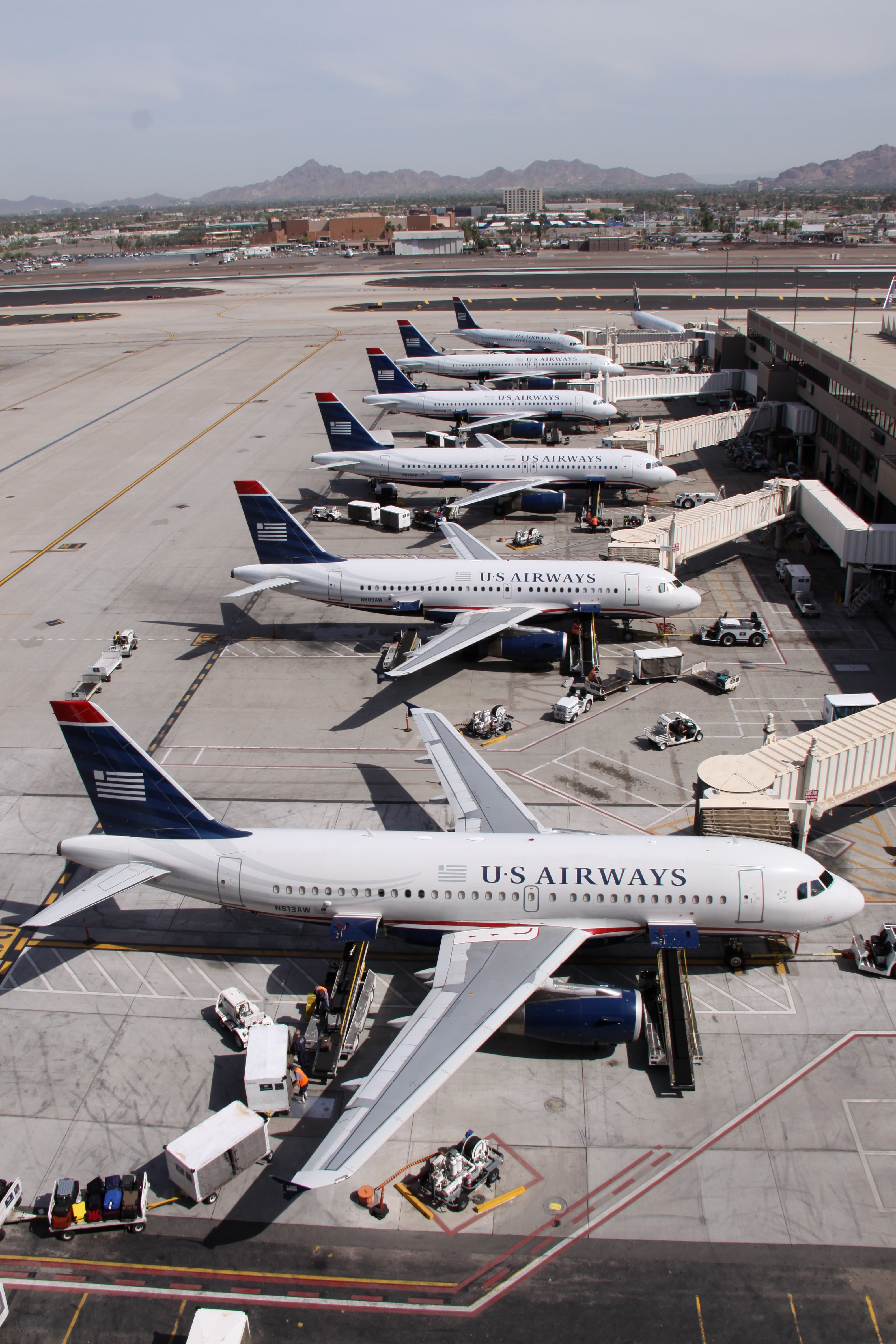
Toestellen van voormalig U.S. Airways bij de gate

Eind 1990 werd de vierde passagiersterminal geopend en werd Terminal 1 gesloten. Terminal 4 werd met vier pieren opgeleverd, maar dit aantal is in de loop van de jaren verhoogd naar acht. In 1991 werd de oude Terminal 1 gesloopt om plaats te maken voor een parkeergarage. In datzelfde jaar vroeg de vanuit Phoenix opererende America West Airlines faillissement aan. De maatschappij verkocht een groot deel van haar routes en vliegtuigen en focuste zich alleen maar op binnenlandse vluchten in samenwerking met Continental Airlines. In 1992 opende Southwest Airlines een onderhoudswerkplaats voor haar vliegtuigen. In 1994 werd de vijfde pier van Terminal 4 geopend. Deze pier werd uitsluitend gebruikt voor internationale vluchten. In 1996 landde de eerste trans-Atlantische vlucht op Phoenix Sky Harbor. Deze vlucht werd uitgevoerd door British Airways en vloog direct naar Londen. In 1997 werd de vijfde pier aan de noordzijde van de pier geopend. 
In 2000 werd de derde start- en landingsbaan geopend. In 2004 werd de zevende pier van Terminal 4 geopend. In 2008 begon de bouw van de PHX Sky Train. Deze elektrische people mover verbindt het Rental Car Center met tramhalte 44th Street in Phoenix. In 2013 werd het eerste deel tussen Terminal 4 en 44th Street geopend. Een jaar later werd de people mover verlengd naar Terminal 3. Tussen Terminal 3 en 2 werd een overdekte passage aangelegd die passagiers met de Sky Train verbond. In 2015 fuseerde America West Airlines met American Airlines, waardoor American Airlines de grootste maatschappij op Phoenix Sky Harbor werd. In 2020 werd Terminal 2 gesloten. De maatschappijen die op de Terminal stonden werden naar Terminal 3 verplaatst. Oorspronkelijk zou Terminal 2 al in 2000 gesloten worden, maar door explosief groeiende passagiersaantallen werd de Terminal langer opengehouden. In 2021 werd de Terminal gesloopt. Eind 2022 werd het laatste stuk van de PHX Sky Train opgeleverd. Het laatste stuk spoor loopt van Terminal 3 naar het Car Rental Center. In 2024 maakte de burgemeester van Phoenix bekend dat er een nieuwe passagiersterminal geopend zou worden om zo de groei van de luchthaven aan te kunnen. De nieuwe terminal moet op de plek komen van de oude Terminal 1 en 2. De bouw van de nieuwe terminal moet rond 2032 beginnen en moet tussen de 40 en 60 extra gates opleveren.

## Bestemmingen
Phoenix Sky Harbor heeft 145 bestemmingen in vijf landen. 120 van deze bestemmingen zijn binnenlandse vluchten. Hier volgt een overzicht van alle bestemmingen:
| Maatschappij                     | Bestemmingen |
| -------------------------------- | --- |
| Advanced Air                     | Carlsbad, Gallup, Silver City |
| Air Canada                       | Montréal, Toronto, Vancouver |
| Air France                       | Parijs |
| Alaska Airlines                  | Anchorage,Boise, Everett, Portland, San Francisco, Seattle-Tacoma |
| Allegiant Air                    | Asheville, Knoxville, Provo, Stockton |
| American Airlines/American Eagle | Albuquerque, Aspen, Atlanta, Austin, Bakersfield, Bentonville, Boise, Boston, Burbank, Cancún, Carlsbad (2025), Cedar Rapids, Chicago (O'Hare), Cleveland, Cincinnati, Columbus, Dallas/Fort Worth, Denver, Des Moines, Detroit, Durango, El Paso, Eugene, Fargo, Flagstaff, Fresno, Grand Junction, Grand Rapids, Guadalajara, Hermosillo, Honolulu, Houston, Idaho Falls, Indianapolis, Ixtapa/Zihuatanejo, Jacksonville, Kahului, Kailua/Kona, Kansas City, Kauai, Las Vegas, Little Rock, London, Loreto, Los Angeles, Lubbock, Madison, Manzanillo, Mazatlán, Medford, Memphis, Mexico-Stad, Miami, Midland, Milwaukee, Monterey, Monterrey, Nashville, New Orleans, New York (Newark), New York (JFK), Oklahoma City, Omaha, Ontario, Orlando, Palm Springs, Pasco, Philadelphia, Pittsburgh, Portland, Provo, Puerto Vallarta, Raleigh/Durham, Reno, Sacramento, St. George, Saint Louis, Salt Lake City, San Antonio, San Diego, San Francisco, San Jose, San José del Cabo, San Luis Obispo, Santa Ana, Santa Barbara, Santa Fe, Santa Rosa, Seattle, Sioux Falls, Spokane, Tampa, Tijuana, Tucson, Tulsa, Vail, Washington D.C., Wichita, Yuma |
| Breeze Airways                   | Hartford, Norfolk, Provo, Richmond |
| British Airways                  | Londen |
| Condor Flugdienst                | Frankfurt am Main |
| Contour Aviation                 | Moab, Page, Show Low, Vernal |
| Delta Air Lines                  | Atlanta, Boston, Detroit, Los Angeles, Minneapolis, Salt Lake City, Seattle |
| Flair Airlines                   | Calgary, Edmonton, Vancouver |
| Frontier Airlines                | Atlanta, Burbank, Chicago, Cincinnati, Cleveland, Dallas, Denver, Detroit, Houston, Las Vegas, Los Angeles, Minneapolis, Ontario (VS), Orlando, Portland, Salt Lake City, San Diego, San Francisco, San Jose, San Jose del Cabo, Santa Ana, Salt Lake City, Seattle |
| Hawaiian Airlines                | Honolulu |
| JetBlue Airways                  | Boston, New York (JFK), Fort Lauderdale |
| Key Lime Air                     | Cortez, Telluride |
| Porter Airlines                  | Toronto |
| Southern Airways Express         | Imperial |
| Southwest Airlines               | Albuquerque, Atlanta, Baltimore, Birmingham, Boise, Buffalo, Burbank, Cancun, Chicago (Medway), Cincinnati, Cleveland, Colorado Springs, Columbus, Dallas, Denver, Des Moines, Detroit, Dulles, El Paso, Fort Lauderdale, Honolulu, Houston, Indianapolis, Kahului, Kansas City, Las Vegas, Little Rock, Long Beach, Los Angeles, Louisville, Memphis, Milwaukee, Minneapolis, Nashville, New Orleans, Oakland, Oklahoma City, Omaha, Ontario (VS), Orlando, Pittsburgh, Portland, Puerto Vallarta, Raleigh/Durham, Reno, Sacramento, Saint Louis, Salt Lake City, San Antonio, San Diego, San Francisco, San Jose, San Jose del Cabo, Santa Ana, Seattle, Spokane, Tampa, Tulsa, Wichita |
| Spirit Airlines                  | Dallas, Fort Lauderdale, Las Vegas |
| Sun Country Airlines             | Madison, Milwaukee, Minneapolis |
| United Airlines                  | Chicago (O'Hare), Denver, Dulles, Houston, New York (Newark), Los Angeles, San Francisco |
| Volaris                          | Culiacán, Guadalajara |
| WestJet                          | Calgary, Edmonton, Kelowna, Regina, Saskatoon, Vancouver, Winnipeg |

## Verkeer
In 2006 verwerkte de luchthaven 41.436.737 passagiers. Daarmee was ze de achtste luchthaven in de Verenigde Staten en de achttiende in de wereld, naar aantal passagiers. In 2023 verwerkte de luchthaven 48.654.432 passagiers, een nieuw record voor de luchthaven. Tot en met september 2024 reisde er alleen al zo'n 34,8 miljoen passagiers op de luchthaven.
Onderstaande tabel geeft de ontwikkeling van het aantal vliegbewegingen en passagiers op de luchthaven weer.
| Jaar | Aantal passagiers | Jaar | Aantal passagiers | Jaar | Aantal passagiers           |
| ---- | ----------------- | ---- | ----------------- | ---- | --------------------------- |
| 1951 | 240.786           | 2010 | 38.554,530        | 2022 | 44.397.854                  |
| 1960 | 857.318           | 2011 | 40.592.295        | 2023 | 48.654.432                  |
| 1970 | 2.871.958         | 2012 | 40.448.932        | 2024 | 34.760.147 (per zomer 2024) |
| 1980 | 6.585.854         | 2013 | 40.341.614        |      |                             |
| 1990 | 21.718.068        | 2014 | 42.105.845        |      |                             |
| 2000 | 36.044.571        | 2015 | 44.003.840        |      |                             |
| 2004 | 39.504.898        | 2016 | 43.411.591        |      |                             |
| 2005 | 41.213.754        | 2017 | 43.921.670        |      |                             |
| 2006 | 41.436.737        | 2018 | 44.943.686        |      |                             |
| 2007 | 41.210.081        | 2019 | 46.288.337        |      |                             |
| 2008 | 39.891.193        | 2020 | 21.928.708        |      |                             |
| 2009 | 38.554.530        | 2021 | 38.846.713        |      |                             |

## Faciliteiten

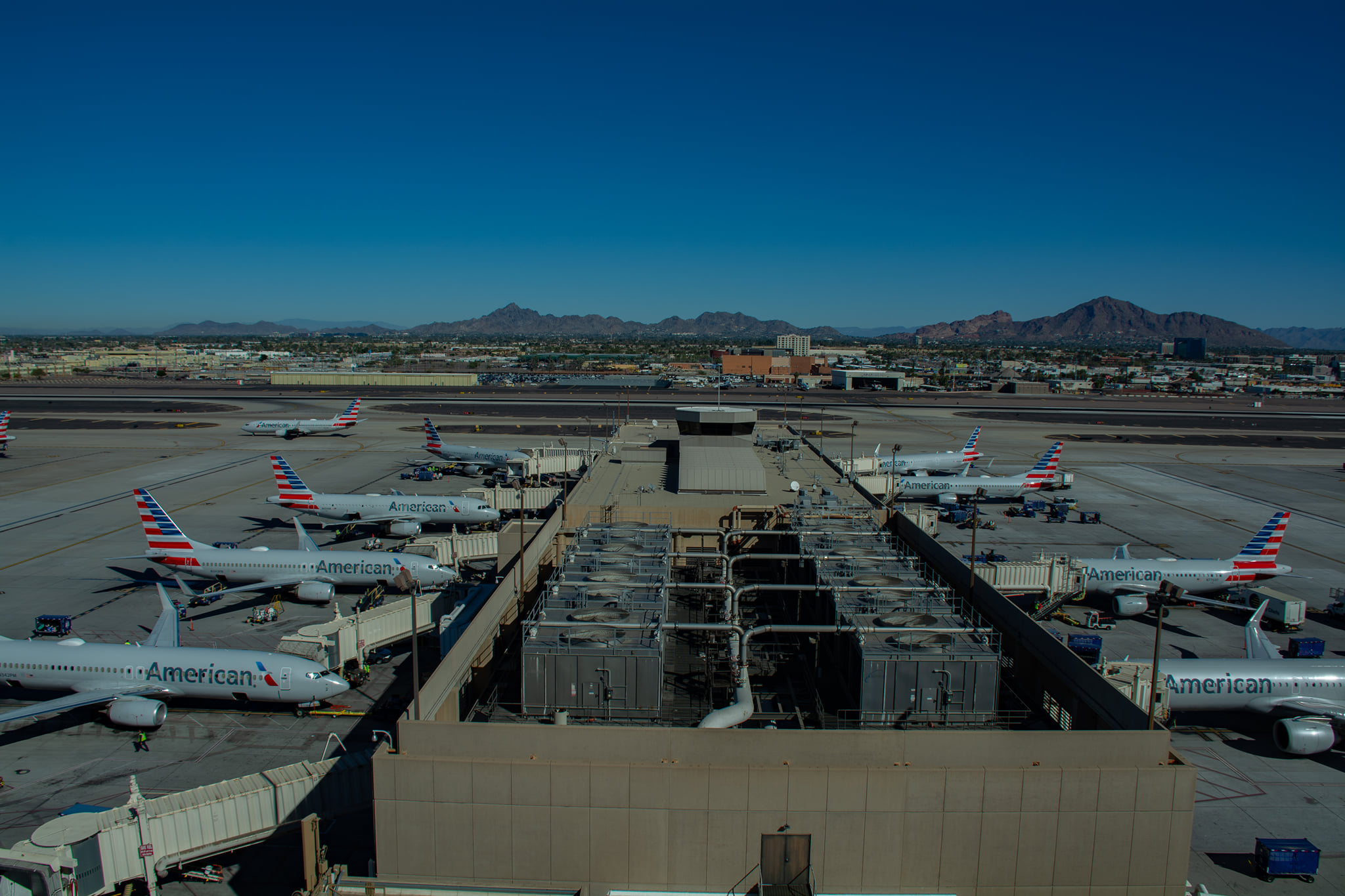
Vliegtuigen van American bij hun gates

### Terminals
Phoenix Sky Harbor telt twee terminals (terminal 3 en 4) die samen 117 gates tellen. Terminal 3 wordt voornamelijk gebruikt voor binnenlandse vluchten. Terminal 4 wordt gebruikt voor internationale bestemmingen en zijn de hubs voor American en Southwest.
- Terminal 3: 25 gates verdeeld over 2 pieren
- Terminal 4: 92 gates verdeeld over 8 pieren

### Start- en landingsbanen
De luchthaven telt drie start- en landingsbanen. Al de landingsbanen zijn van beton en kunnen maximaal 410.000 kg aan. Deze banen liggen parallel naast elkaar:
- 8/26 (3.502 m × 46 m
- 7L/25R (3.139 m × 46 m
- 7R/25L (2.377 m × 46 m)